# Povijest Iraka
Povijest Iraka odnosi se na povijest ove države u zapadnoj Aziji, koja se velikim dijelom poklapa s teritorijem drevne Mezopotamije. Povijest Mezopotamije proteže se od razdoblja donjeg paleolitika do uspostave kalifata u kasnom 7. stoljeću, nakon čega je regija postala poznata kao Irak. Iračkim teritorijem obuhvaćena je drevna zemlja Sumer, koja je nastala između 6000. i 5000. godine prije Krista tijekom neolitskog Ubaidskog razdoblja mezopotamske povijesti, a naširoko se smatra najstarijom civilizacijom u zabilježenoj povijesti. Također je povijesno središte Akadskog, Neosumerskog, Babilonskog, Novoasirskog i Novobabilonskog Carstva, niza lokalnih vladajućih dinastija koje su vladale Mezopotamijom i raznim drugim regijama drevnog Bliskog istoka tijekom brončanog i željeznog doba.
Irak je tijekom antike bio svjedok nekih od najranijih svjetskih zapisa, književnosti, znanosti, matematike, zakona i filozofije; otuda i njegov zajednički epitet, kolijevka civilizacije. Ovo doba trajalo je do 539. pr. Kr., kada je Novobabilonsko Carstvo osvojilo susjedno Ahemenidsko Carstvo pod Kirom Velikim, koji se proglasio "kraljem Babilona". Istoimeni drevni grad, koji je bio titularno središte obiju babilonskih civilizacija, postao je najvažniji od četiri prijestolnice Ahemenida.
Tijekom sljedećih 700 godina, regije koje su formirale moderni Irak došle su pod grčku, partsku i rimsku vlast, pri čemu su Grci i Parti uspostavili nove carske prijestolnice na tom području s gradovima Seleukijom i Ktesifonom. Do 3. stoljeća, kada je područje ponovno palo pod perzijsku (sasanidsku) kontrolu, nomadska arapska plemena podrijetlom iz Južne Arabije (koja se većinom sastoji od današnjeg Jemena) počela su migrirati i naseljavati se unutar Donje Mezopotamije, što je kulminiralo nastankom sasanidskog Lahmidskog Carstva oko 300. godine; arapski naziv al-ʿIrāq datira otprilike u to vrijeme. Sasanidsko Perzijsko Carstvo na kraju je pokorio Rašidunski Kalifat u 7. stoljeću, a Irak je posebno pao pod islamsku vlast nakon bitke kod al-Kadisije 636. godine. Grad Kufa osnovan je ubrzo nakon toga u neposrednoj blizini prethodne lahmidske prijestolnice Al-Hiraha, i postao je dom dinastije Rashidun od 656. do njihovog svrgavanja od strane Omejida 661. 
S usponom Abasida 750. Irak je ponovno postao središte vladavine kalifata — prvo u Kufi od 750. do 752., zatim u Anbaru sljedeće desetljeće, i konačno u gradu Bagdadu nakon njegova osnutka 762. godine. Bagdad će ostati prijestolnica Abasidskog Kalifata do kraja većinu svog postojanja, tijekom kojeg je vremena postao kulturno i intelektualno središte svijeta u onome što je danas poznato kao islamsko zlatno doba. Nakon brzog rasta i prosperiteta Bagdada u 9. stoljeću uslijedit će razdoblje stagnacije u 10. stoljeću zbog invazija Bujida i Seldžuka, ali je ostao od središnje važnosti sve do mongolske invazije 1258. Nakon toga, Irak je postao pokrajina Ilhanidskog Carstva i pala mu je važnost. Nakon raspada Ilhanida, Irakom su vladali Jalairidi i Kara Koyunlu sve do njegovog konačnog pripajanja Osmanskom Carstvu u 16. stoljeću, povremeno potpadajući pod kontrolu iranskih Safavida i Mameluka.
Osmanska vladavina završila je s Prvim svjetskim ratom, nakon čega je Britansko Carstvo upravljalo Mandatnim Irakom zajedno s nominalno samoupravnom hašemitskom monarhijom na čelu s kraljem Faisalom I. Kraljevini Irak na kraju je dana potpuna neovisnost 1932. prema uvjetima anglo-iračkog sporazuma, koji su potpisali visoki povjerenik Francis Humphrys i irački premijer Nuri al-Said dvije godine prije. Republika je nastala 1958. nakon državnog udara. Saddam Hussein vladao je od 1968. do 2003., a u tom razdoblju dogodili su se Iransko-irački rat i Zaljevski rat. Sadam Husein svrgnut je nakon invazije na Irak 2003. godine.